# Saint-Ouen-en-Champagne
Saint-Ouen-en-Champagne ist eine französische Gemeinde mit 238 Einwohnern (Stand: 1. Januar 2022) im Département Sarthe in der Region Pays de la Loire. Die Gemeinde gehört zum Arrondissement La Flèche und zum Kanton Loué. Die Einwohner werden Audoniens und Audoniennes genannt.

## Geografie
Saint-Ouen-en-Champagne liegt etwa 29 Kilometer westsüdwestlich von Le Mans in der historischen Provinz Maine. Der Vègre begrenzt die Gemeinde im Norden. Umgeben wird Saint-Ouen-en-Champagne von den Nachbargemeinden Mareil-en-Champagne im Norden, Saint-Christophe-en-Champagne im Osten, Saint-Pierre-des-Bois im Südwesten, Chantenay-Villedieu im Süden, Chevillé im Westen sowie Brûlon im Nordwesten.

## Bevölkerungsentwicklung
| 1962                       | 1968 | 1975 | 1982 | 1990 | 1999 | 2006 | 2013 | 2020 |
| -------------------------- | ---- | ---- | ---- | ---- | ---- | ---- | ---- | ---- |
| 372                        | 363  | 275  | 219  | 160  | 186  | 179  | 209  | 237  |
| Quellen: Cassini und INSEE |      |      |      |      |      |      |      |      |

## Sehenswürdigkeiten

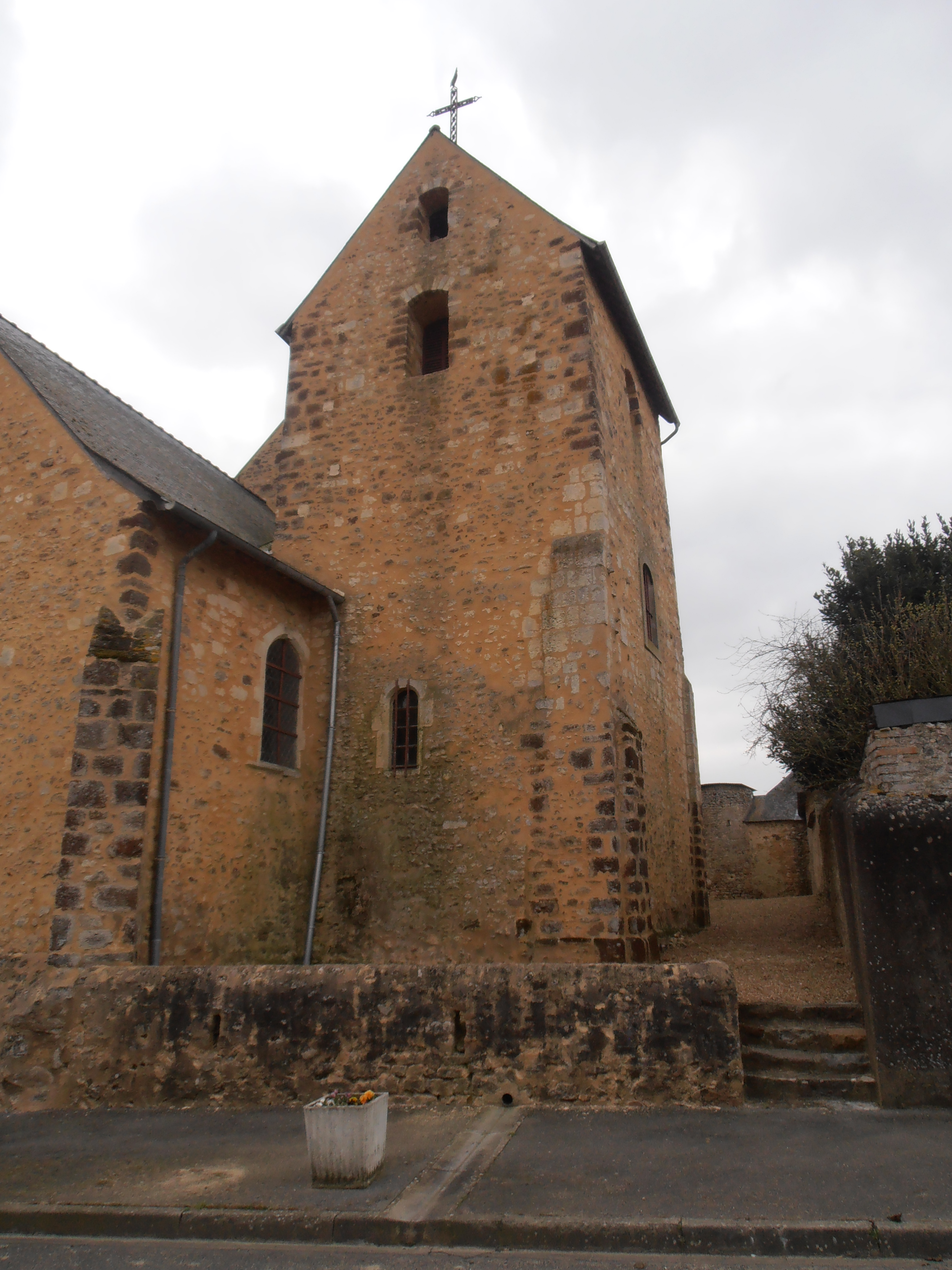
Kirche Saint-Ouen
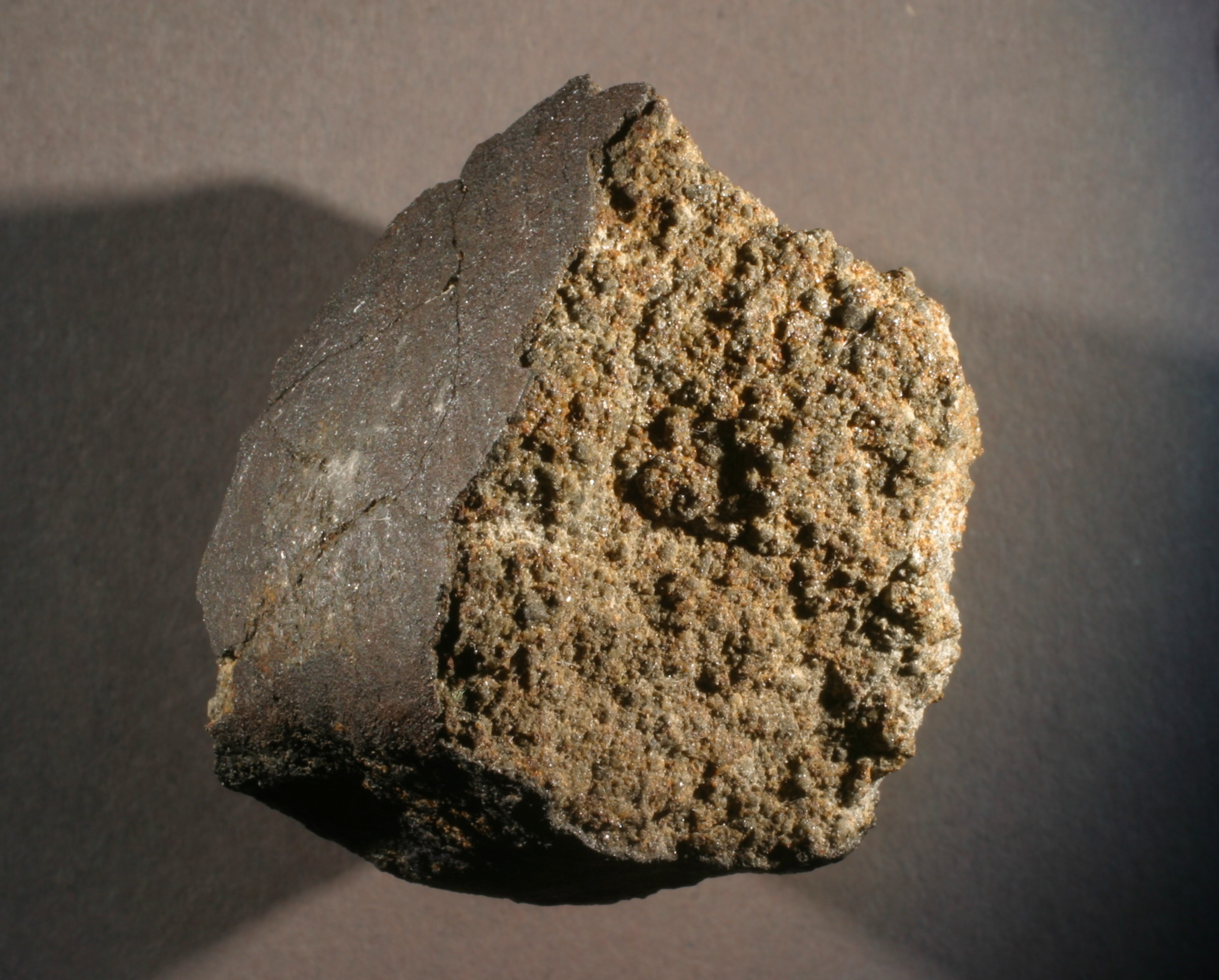
Meteorit

- Kirche Saint-Ouen
- Meteorit

## Meteorit
Am 29. September 1799 fiel mutmaßlich bei einem Bauernhof bei Saint-Ouen-en-Champagne ein Meteorit zur Erde. Laut zeitgenössischer Quellen fand ein Tagelöhner einen etwa 4,6 Kilogramm schweren Stein, von dem heute aber nur noch 51 Gramm erhalten sind. Die Überreste wurden als Chondrit des Typs H5 bestimmt.